# Gabonspecht
De Gabonspecht (Dendropicos gabonensis) is een vogel uit de familie Picidae (spechten).

## Verspreiding en leefgebied
Deze soort komt voor van zuidelijk Nigeria tot Congo, noordelijk Angola en westelijk Oeganda en telt twee ondersoorten:
- D. g. reichenowi: zuidelijk Nigeria en zuidwestelijk Kameroen.
- D. g. gabonensis: van zuidelijk Kameroen tot westelijk Oeganda, Congo-Kinshasa en noordelijk Angola.

## Status
De grootte van de populatie is niet gekwantificeerd maar de soort wordt omschreven als plaatselijk algemeen. Op de Rode lijst van de IUCN heeft deze soort de status niet bedreigd.